# فرديناند كريستيان غوستاف أرنولد
فرديناند كريستيان غوستاف أرنولد (بالألمانية: Ferdinand Arnold)‏ هو عالم نبات ألماني، ولد في 1828 في آنسباخ في ألمانيا، وتوفي في 1901 في ميونخ في ألمانيا.